# Vladislav Klimovitch
Vladislav Tadeouchévitch Klimovitch (en russe : Владислав Тадеушевич Климович) ou Ouladzislaw Tadevouchavitch Klimovitch (en biélorusse : Уладзіслаў Тадэвушавіч Клімовіч) est un footballeur international biélorusse né le 12 juin 1996 à Minsk. Il évolue au poste de milieu de terrain au Gyirmót FC Győr.

## Biographie

### Carrière en club
Vladislav Klimovitch est formé dans un premier temps dans sa ville natale de Minsk avant de rejoindre le centre de formation du BATE Borisov. Durant son passage, il dispute notamment l'UEFA Youth League durant la fin d'année 2014. Il fait par ailleurs ses débuts avec l'équipe première du club plus tôt la même année le 18 juillet en championnat contre le FK Sloutsk, à l'âge de 18 ans.
Il est prêté pour la fin d'année 2015 au Isloch Minsk Raion, pensionnaire de deuxième division, avec qui il remporte cette même compétition à l'issue de la saison, inscrivant cinq buts en onze matchs joués. Il connaît un nouveau prêt au sein de l'équipe lettone du FK Jelgava entre les mois de mars et juillet 2016, ce qui lui permet notamment de disputer la finale victorieuse des siens contre le Spartaks Jurmala en coupe nationale le 22 mai. En champinonat, il dispute dix rencontres et marque ses deux uniques buts lors d'un doublé contre le BFC Daugavpils le 30 avril.
De retour de son expérience en Lettonie, Klimovitch est prêté une nouvelle fois, cette fois au Nioman Hrodna, avec qui il dispute cinq rencontres avant de se blesser pour le reste de l'année 2016. Malgré cela, son prêt est prolongé pour toute la saison 2017 et il joue cette fois 27 rencontres en championnat, pour un but marqué.
Transféré par la suite de manière définitive au Torpedo Jodzina en début d'année 2018, il s'impose rapidement comme un titulaire régulier dans l'attaque du club, disputant 56 matchs en championnat pour huit buts marqués lors des exercices 2018 et 2019. En fin de contrat, il quitte le club à l'issue de cette dernière saison et rejoint dans la foulée le Dinamo Minsk en janvier 2020.

### Carrière internationale
Régulièrement appelé au sein des équipes de jeunes de la Biélorussie, avec notamment 36 sélections avec les espoirs entre 2015 et 2018, Vladislav Klimovitch est appelé pour la première fois au sein de la sélection A par Igor Kriouchenko au mois de novembre 2017, et connaît sa première sélection le 9 novembre lors d'un match amical contre l'Arménie.

## Statistiques
| Saison                | Club                      | Championnat           | Championnat | Championnat | Coupe(s) nationale(s) | Coupe(s) nationale(s) | Compétition(s) continentale(s) | Compétition(s) continentale(s) | Compétition(s) continentale(s) | Total | Total |
| Saison                | Club                      | Division              | M.          | B.          | M.                    | B.                    | Comp.                          | M.                             | B.                             | M.    | B.    |
| 2014                  | BATE Borisov              | D1                    | 2           | 0           | -                     | -                     | -                              | -                              | -                              | 2     | 0     |
| 2015                  | BATE Borisov              | D1                    | -           | -           | 2                     | 0                     | -                              | -                              | -                              | 2     | 0     |
| 2015                  | Isloch Minsk Raion (prêt) | D2                    | 11          | 5           | 2                     | 0                     | -                              | -                              | -                              | 13    | 5     |
| 2016                  | FK Jelgava (prêt)         | D1                    | 10          | 2           | 3                     | 0                     | -                              | -                              | -                              | 13    | 2     |
| 2016                  | Nioman Hrodna (prêt)      | D1                    | 5           | 0           | 1                     | 0                     | -                              | -                              | -                              | 6     | 0     |
| 2017                  | Nioman Hrodna (prêt)      | D1                    | 27          | 1           | 2                     | 0                     | -                              | -                              | -                              | 29    | 1     |
| 2018                  | Torpedo Jodzina           | D1                    | 29          | 6           | 2                     | 0                     | -                              | -                              | -                              | 31    | 6     |
| 2019                  | Torpedo Jodzina           | D1                    | 27          | 2           | 2                     | 1                     | -                              | -                              | -                              | 29    | 3     |
| 2020                  | Dinamo Minsk              | D1                    | 29          | 6           | 3                     | 0                     | C3                             | 1                              | 0                              | 33    | 6     |
| 2021                  | Dinamo Minsk              | D1                    | 29          | 6           | 2                     | 1                     | -                              | -                              | -                              | 31    | 7     |
| Total sur la carrière | Total sur la carrière     | Total sur la carrière | 169         | 28          | 19                    | 2                     | -                              | 1                              | 0                              | 189   | 30    |

## Palmarès
BATE Borisov
- Champion de Biélorussie en 2014.

 Isloch Minsk Raion
- Champion de Biélorussie de deuxième division en 2015.

 FK Jelgava
- Vainqueur de la Coupe de Lettonie en 2016.